# 高辻修長
高辻 修長（たかつじ おさなが）は、江戸時代後期の公家。維新後は華族（子爵）、宮中顧問官、東宮侍従長。漢文学者。少納言・高辻以長の子。官位は正二位。勲一等。

## 出自
朝廷で儒道・文筆をもって奉仕し、代々文章博士を世襲する堂上家の高辻家に生まれる。本姓は菅原姓で半家に属し、紀伝道を代々伝える。江戸期の石高は200石で、屋敷は新烏丸通丸太町上ル（現在の京都市中京区）にあった。この京都時代の墓所は浄福寺と常照院にあった。

## 経歴
天保11年（1840年）、半家の高辻以長の子として誕生。母は中院通知の娘・知子。幼名は興麿。
安政2年（1855年）2月17日、従五位上に叙される。安政4年（1857年）1月25日に正五位下となり、安政5年（1858年）10月28日に少納言に任じられ、12月19日より侍従を兼ねる。安政6年（1859年）4月24日に従四位下となり、万延元年（1860年）12月4日より文章博士を兼ねる。文久2年（1862年）1月5日に従四位上となり、文久3年（1863年）1月22日より大内記を兼ねる。
元治2年（1865年）1月5日に正四位下となり、慶応2年（1866年）4月25日に大内記を辞する。同年8月30日、廷臣二十二卿列参事件に参加し、差控を命じられた。明治元年（1868年）9月14日に従三位となる。
明治2年（1869年）から明治17年（1884年）まで明治天皇の侍従を務める。この間、アメリカで岩倉使節団に随行した。その後、明宮（大正天皇）の御用掛、東宮亮、皇太后宮亮・帝室会計審査官を経て、明治31年（1898年）より東宮侍従長、明治35年（1902年）より宮中顧問官を務めた。大正10年（1921年）6月20日、薨去。享年82。
墓所は東京都文京区の吉祥寺。戒名は高徳院殿孤山誠忠大居士。

## 人物
江戸時代後期、「万延」→「文久」と、その次の「文久」→「元治」に改元する際には「令徳」を二度提案し、「元治」→「慶応」に改元する際には「平成」を提案するなど、高辻が元号の候補を提案した記録があると伝えられる。

## 栄典
- 1897年（明治30年）12月28日 - 勲三等瑞宝章[5]

## 系譜
- 父：高辻以長（1799-1859） - 少納言
- 母：中院知子 - 中院通知の娘
- 妻：高辻鎮子 - 土佐藩主山内家の分家である追手邸山内家の山内豊栄（山内大学）の娘。
  - 子：高辻宜麿（1871-1940） - 子爵、式部官。妻の重子は上杉茂憲の三女。[6]
    - 孫・高辻正長（1903-1954） - 子爵を継ぐ[6]

  - 子：高辻広長 - 海軍少佐。妻の梅子は男爵壬生桄夫の二女。[6]

## 参考
- 近代名士家系大観

| 公職                   | 公職                            | 公職          |
| ---------------------- | ------------------------------- | ------------- |
| 先代 中山孝麿（→欠員） | 東宮侍従長 1897年 - 1902年      | 次代 木戸孝正 |
| 日本の爵位             |                                 |               |
| 先代 -                 | 子爵 高辻家初代 1884年 - 1921年 | 次代 高辻宜麿 |